# Gilles Holst
Gilles Holst (né à Haarlem le 20 mars 1886, mort à Waalre le 11 octobre 1968) est un physicien néerlandais.
Il était l'assistant du professeur Heike Kamerlingh Onnes et a fait partie de l'équipe qui a découvert les propriétés électriques des métaux à basse température, ayant conduit à la découverte de la supraconductivité.
Il est devenu par la suite directeur du centre de recherche industriel de Philips.

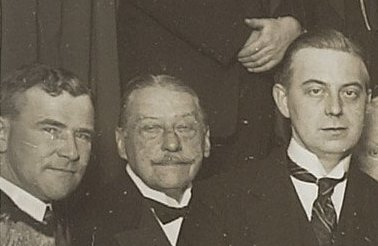
Gilles Holst (à gauche), P. Teding van Berkhout et Balthasar van der Pol en 1925.